# Alcazaba (Badajoz)
Pour les articles homonymes, voir Alcazaba.
L'Alcazaba (de l'arabe اقصبة, al-qaṣbah, signifiant « citadelle »), est un palais fortifié de la ville espagnole de Badajoz, est une fortification médiévale musulmane construite entre le IXe et le XIIIe siècle, puis un château médiéval chrétien (XIIIe – XVIe siècle) et fait partie de la citadelle et des fortifications modernes (XVIIe – XIXe siècle). 
Il s'agit de la plus grande alcazaba d'Europe quant à la partie musulmane, et l'une des plus grandes du monde de ce type et de cette époque (8 hectares 1300 mètres de muraille conservés) bien que ses dimensions furent bien plus grande avec la « Vieille Ceinture » (cerca vieja) dont il reste d'importants vestiges et qui a pu attendre 6000m de murailles enserrant 50 hectares, ce qui en fait l'un des plus grands construits par les arabes dans le passé, avec notamment celle de Grenade.
Elle est bordée au nord par le Guadiana, au sud par le Rivillas dont la confluence est sous l'angle nord est. Aux abords de ces cours d'eau, le terrain est fortement incliné ce qui augmente la capacité défensive de la fortification. La citadelle est construite sur un passage stratégique qui contrôle la route nord-sud et est-ouest.
Une grande partie des constructions visibles aujourd'hui ont été réalisées au XIIe siècle par les almohades, mais leurs origines remontent à la période Omeyyade au IXe siècle, lors de la fondation de la ville. La Alcazaba de Badajoz fut le siège des souverains de la Taïfa de Badajos durant le XIe siècle et le XIIe siècle.
L'ensemble fortifié de l'Alcazaba a été déclarle monument historique et artistique par le décret du 3 juin 1931. L'enceinte abrite le musée archéologique provincial dans le Palais des Ducs de la Roca, également monument historique et artistique depuis 1962. L'ancien hôpital militaire abrite aujourd'hui la bibliothèque Estrémadure et la Faculté de Sciences de la documentation, de la communication et appartient à l'université Estrémadure.

## Caractéristiques

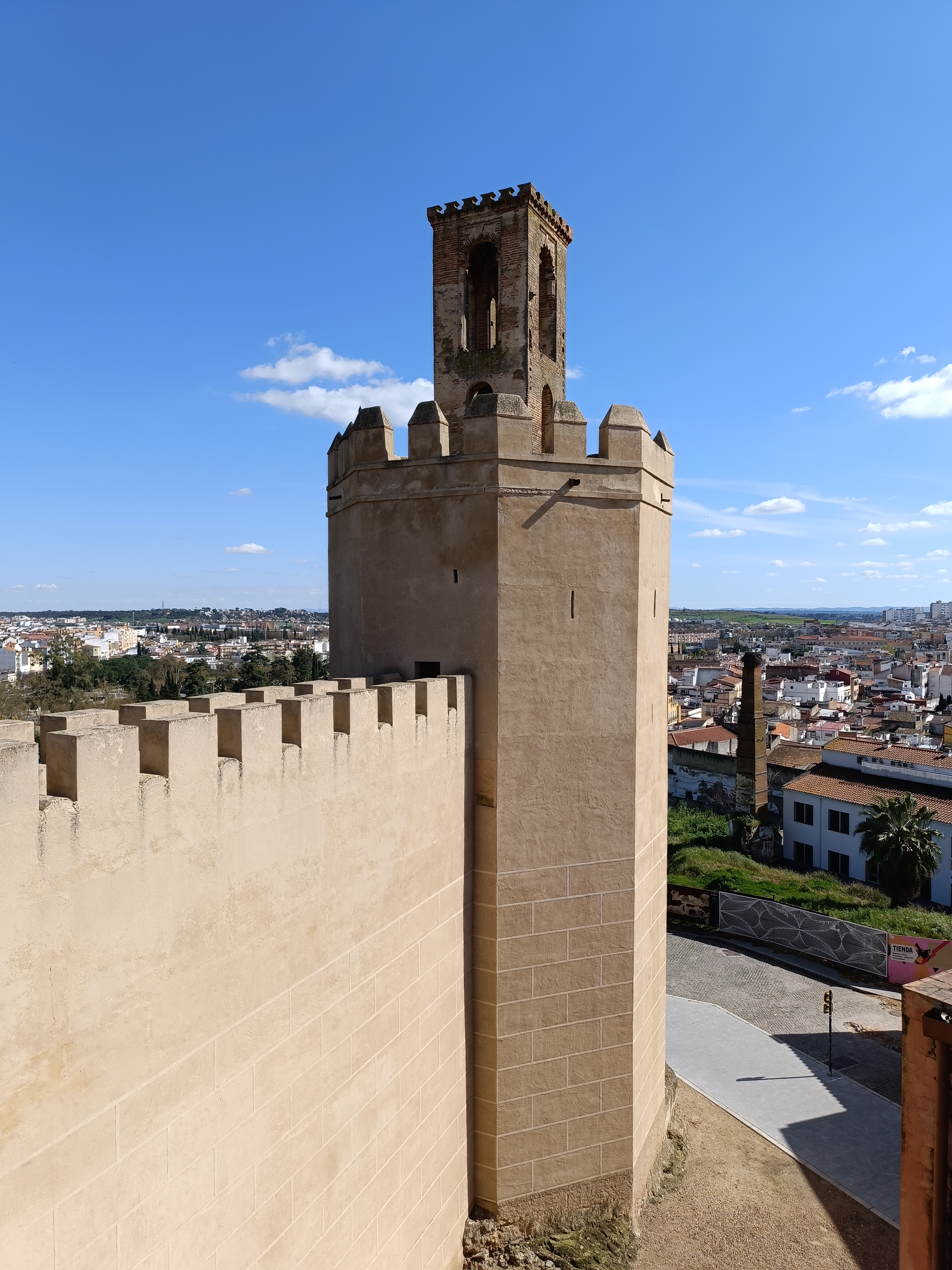
Tour d'Espantaperros dans l'Alcazaba de Badajoz.

Dominant un méandre du Guadiana, l’Alcazaba  Trois mosquées s'élevaient à l'origine au sein de ce vaste ensemble ceint de murs.
On y remarque plus particulièrement la tour Espantaperros, octogonale, typiquement almohade malgré sa couronne mudéjare, tout comme les créneaux des remparts et les portes en arcs outrepassés. Dans l'enceinte de l’Alcazaba, aujourd'hui transformée en parc, le palais des ducs de Roca (XVIe siècle) abrite le Musée Archéologique Provincial.